# John Honeyman (cầu thủ bóng đá)
John William Honeyman (29 tháng 12 năm 1893 – 1972) là một cầu thủ bóng đá người Anh từng thi đấu ở vị trí tiền vệ chạy cánh.